# Cucumis melo
Cucumis melo, llamado comúnmente melón, es una especie de la familia de las cucurbitáceas. Domesticada hace más de cuatro mil años en la región mediterránea oriental y Asia occidental, el origen exacto de la especie silvestre es aún desconocido. Su dilatado cultivo en domesticación ha dado origen a numerosas variedades cuya producción se extiende por todas las regiones cálidas de la mayor parte del mundo con veranos secos y calurosos.

## Descripción
Planta anual monoica de tallos rastreros. Se cultiva por  de temporada veraniega con un gran contenido de agua y de sabor dulce.
La planta posee tallos blandos y pilosos que crecen a ras del suelo. Sus hojas tienen peciolo acanalado y son palmadas, es decir, su aspecto es semejante al de una mano.
Su fruto es una baya pepónide con forma desde esférica hasta elipsoidal. En los llamados melones plátano existen ondulaciones que los hacen parecer una calabaza.
Su tamaño depende de la variedad y de las condiciones de cultivo. Pero suele ser de un mayor tamaño que otras frutas. De este modo, hay melones pequeños que pesan alrededor de 400 g y otros muy grandes que pueden pesar 20 kg o más. El tallo es cilíndrico, de 1 a 3 m de altura, con una inflorescencia terminal en forma de espiga compuesta por flores bisexuales. El grano es una cariópside de alrededor de 4 mm de diámetro. Tiene inflorescencias en panojas y semillas de 3 mm, esféricas y oblongas, de color negro, rojizo y amarillento. Tiene un sistema radicular que puede llegar en terrenos permeables a 2 m de profundidad. Las flores tienen estambres y pistilos. En las variedades más usadas habitualmente, los pesos de los frutos fluctúan entre más de medio kilo y menos de cinco.
El color de la epidermis y de la pulpa es variable según el grupo. La epidermis puede ser blanca, gris, verdosa o amarilla y de textura lisa, rugosa o reticulada. La pulpa es aromática, con textura suave y diferentes colores: amarillo, verde, rosado y tonos intermedios. En el centro hay una cavidad que contiene muchas semillas recubiertas de una sustancia pegajosa.

## Historia
El uso medicinal del melón lo demuestra su presencia en la Capitulare de villis vel curtis imperii, una orden emitida por Carlomagno que reclama a sus campos para que cultiven una serie de hierbas y condimentos incluyendo los pepones, identificada actualmente como Cucumis melo.

## Producción mundial
| Principales productores de melón (2018) (toneladas) | Principales productores de melón (2018) (toneladas) |
| --------------------------------------------------- | --------------------------------------------------- |
| China                                               | 12.727.263                                          |
| Turquía                                             | 1.753.942                                           |
| Irán                                                | 1.731.443                                           |
| Kazajistán                                          | 893.857                                             |
| Estados Unidos                                      | 872.080                                             |
| Egipto                                              | 701.071                                             |
| Colombia                                            | 664.353                                             |
| Guatemala                                           | 623.405                                             |
| Italia                                              | 607.970                                             |
| México                                              | 594.608                                             |
| Brasil                                              | 581.478                                             |
| Fuente:                                             |                                                     |

## Cultivo
Necesita por lo menos 15 °C para germinar; la siembra se hace durante el periodo libre de heladas y al aire libre, a mediados de primavera. Es importante que la semilla tenga niveles de humedad óptimos para que broten. El crecimiento de la planta no es verdaderamente activo hasta que se sobrepasan los 15 °C, situándose el óptimo hacia los 32 °C. Resiste la sequía mejor que el maíz. Es capaz de sufrir sequía durante un período bastante largo, y reemprender su crecimiento más adelante cuando cesa la sequía. Por otra parte, necesita menos cantidad de agua que el maíz para formar un kilogramo de materia seca.
Se desarrolla bien en terrenos alcalinos, sobre todo las variedades azucaradas que exigen la presencia en el suelo de carbonato cálcico, lo que aumenta el contenido en sacarosa de tallos y hojas. Prefiere suelos sanos, profundos, no demasiado pesados y poco arcillosos, ya que la arcilla tiende a compactarse y empezar a dificultar el crecimiento de raíces.
Es un mal precedente de otros cultivos, particularmente para los cereales de otoño y otras cucurbitáceas.
Al regar debe evitarse que el agua toque las hojas, pues es fácil que la planta se pudra; por eso no se siembra en bancales y se prefiere hacer riego por surcos. También se puede cultivar en terrenos de secano e incluso los frutos pueden resultar más sabrosos, pero los rendimientos potenciales son menores. Es necesario hacer despulgue (raleo de hojas) para evitar que crezca muy vigorosa y produzca demasiadas flores masculinas y pocas femeninas, que van a originar los frutos. En invernadero se cultivan melones que producen precozmente. Estas plantas crecen verticalmente y se sostienen con la ayuda de cuerdas.
El fruto no debe cosecharse hasta que la madurez esté asegurada, y el contenido de azúcar sea lo suficientemente elevado. Al tacto ésta se percibe cuando la corteza alrededor del pedúnculo cede ligeramente a la presión de los dedos; el peso específico del melón también es un índice característico, aumentando a medida que la madurez incrementa la densidad de la pulpa.
Sufre el ataque de varios hongos del suelo y también del oídio o mal blanco (Podosphaera pannosa), que puede controlarse con fungicidas que no contengan azufre, pues es muy sensible a este elemento. Y entre las plagas por insectos esta la mosca blanca (Aleyroridae) y las larvas de muchas mariposas.

## Variedades
Se distinguen varios tipos, con múltiples variedades dentro de cada tipo, que difieren en su aspecto, sus propiedades y su modo de cultivo. Los tipos más cultivados son amarillo, ananás, cantalupo, cantalupo italiano, calameño (o cantalupo chileno), charentais, crenshaw, earl japonés, eastern shipper, galia, melón de oro, melón verde o melón tuna (conocido en inglés como honeydew), piel de sapo, tendral, western shipper.

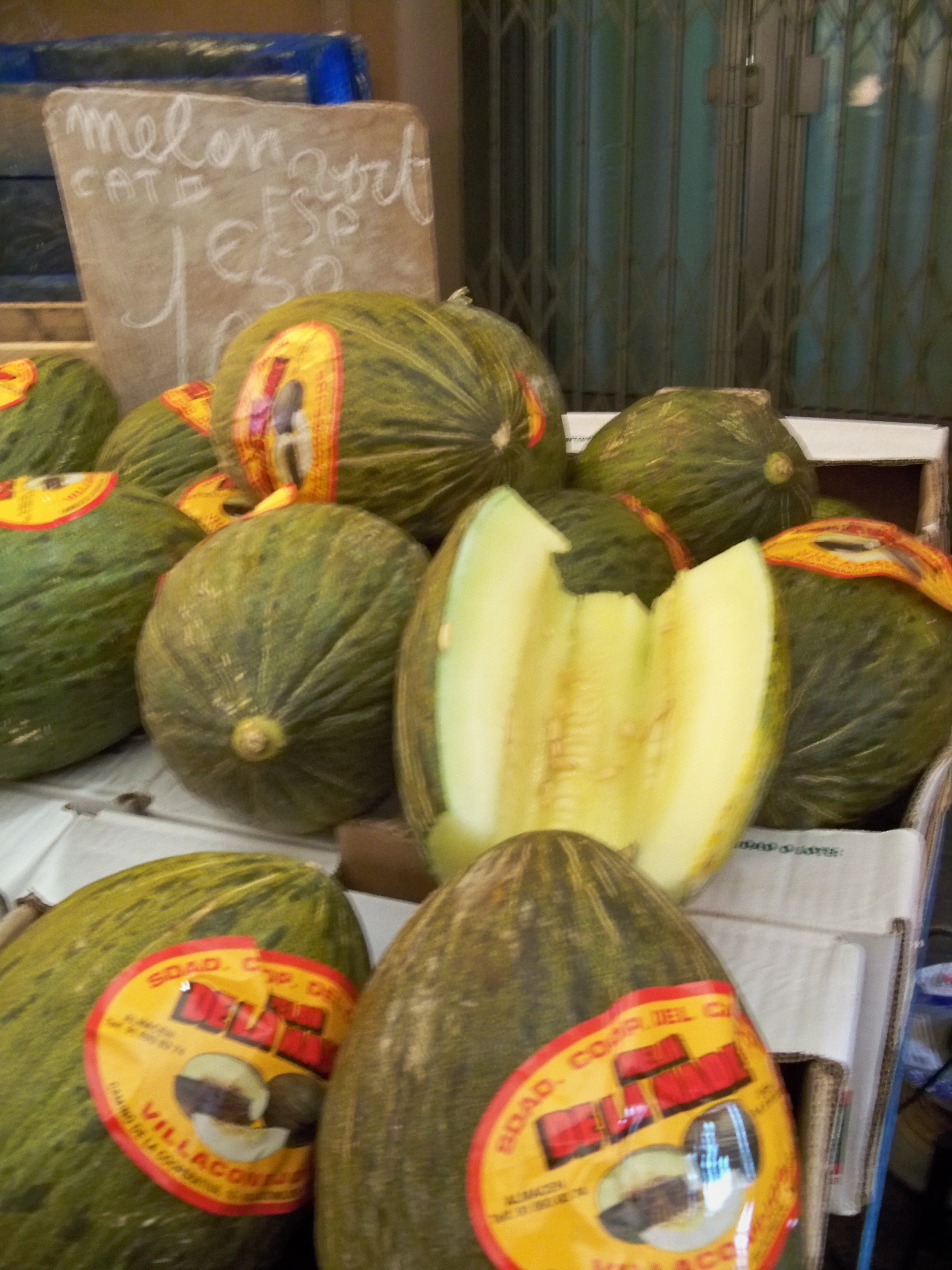
Melón 'Piel de Sapo'
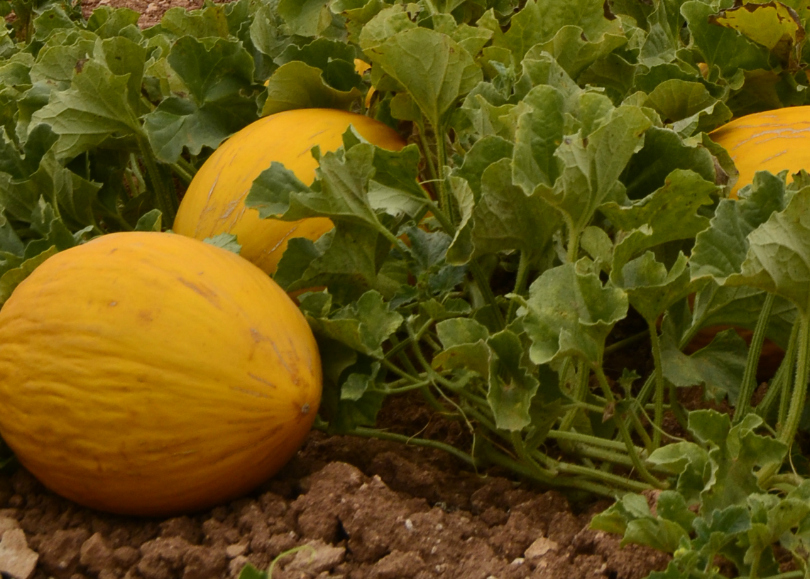
Melón de oro
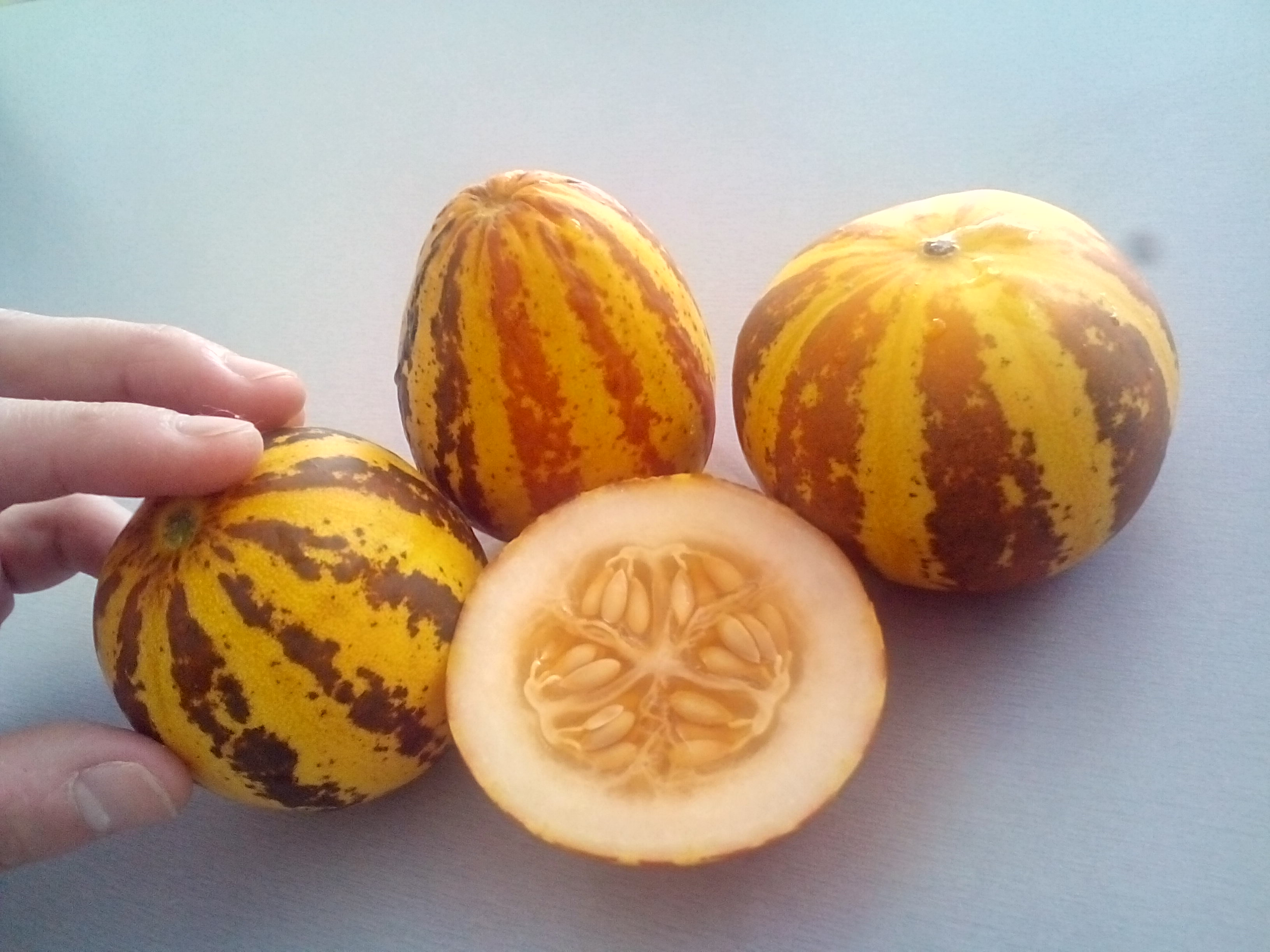
Melón tigre
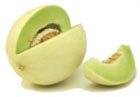
Melón verde
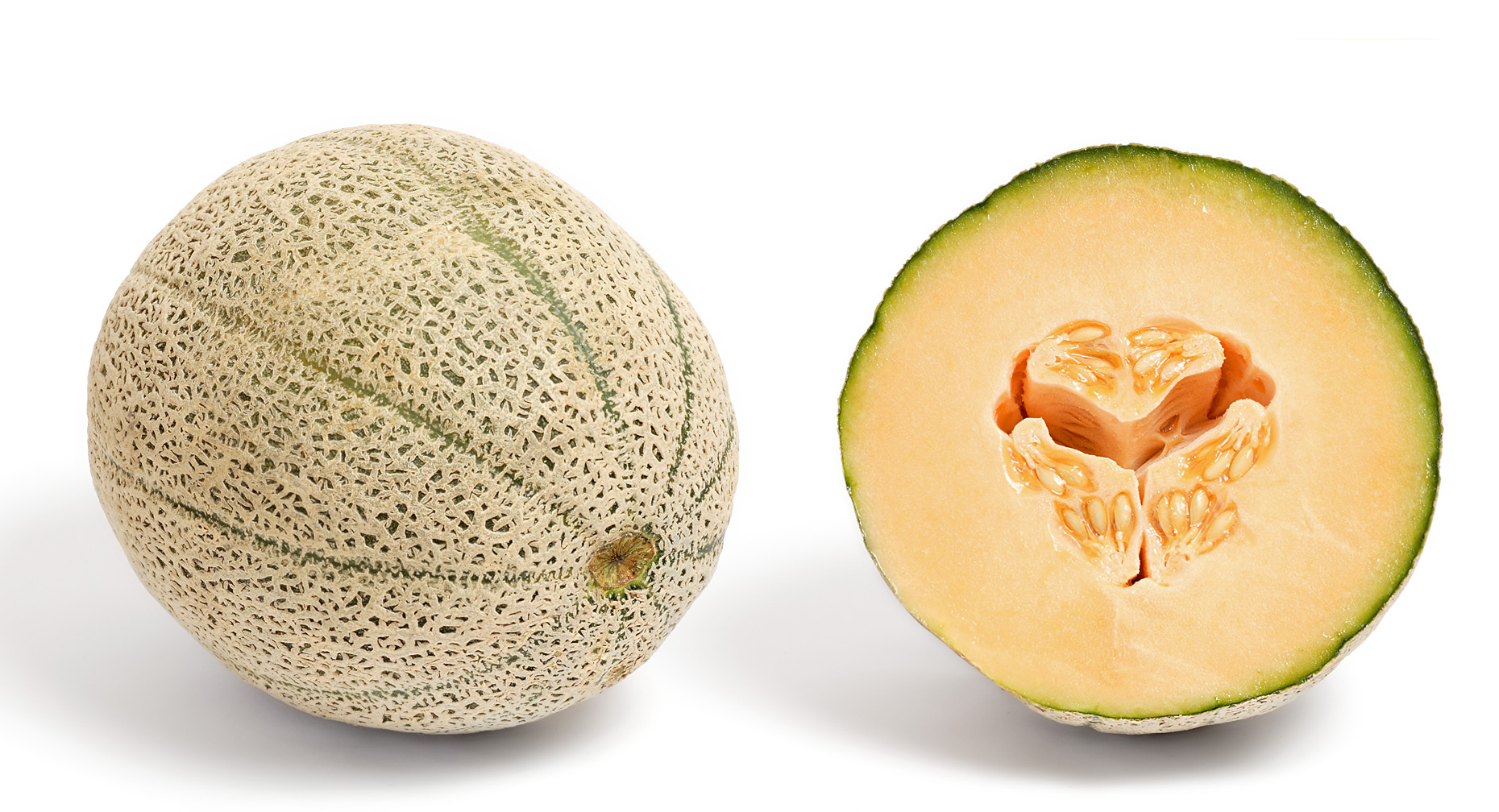
'Cantalupo'

## Taxonomía

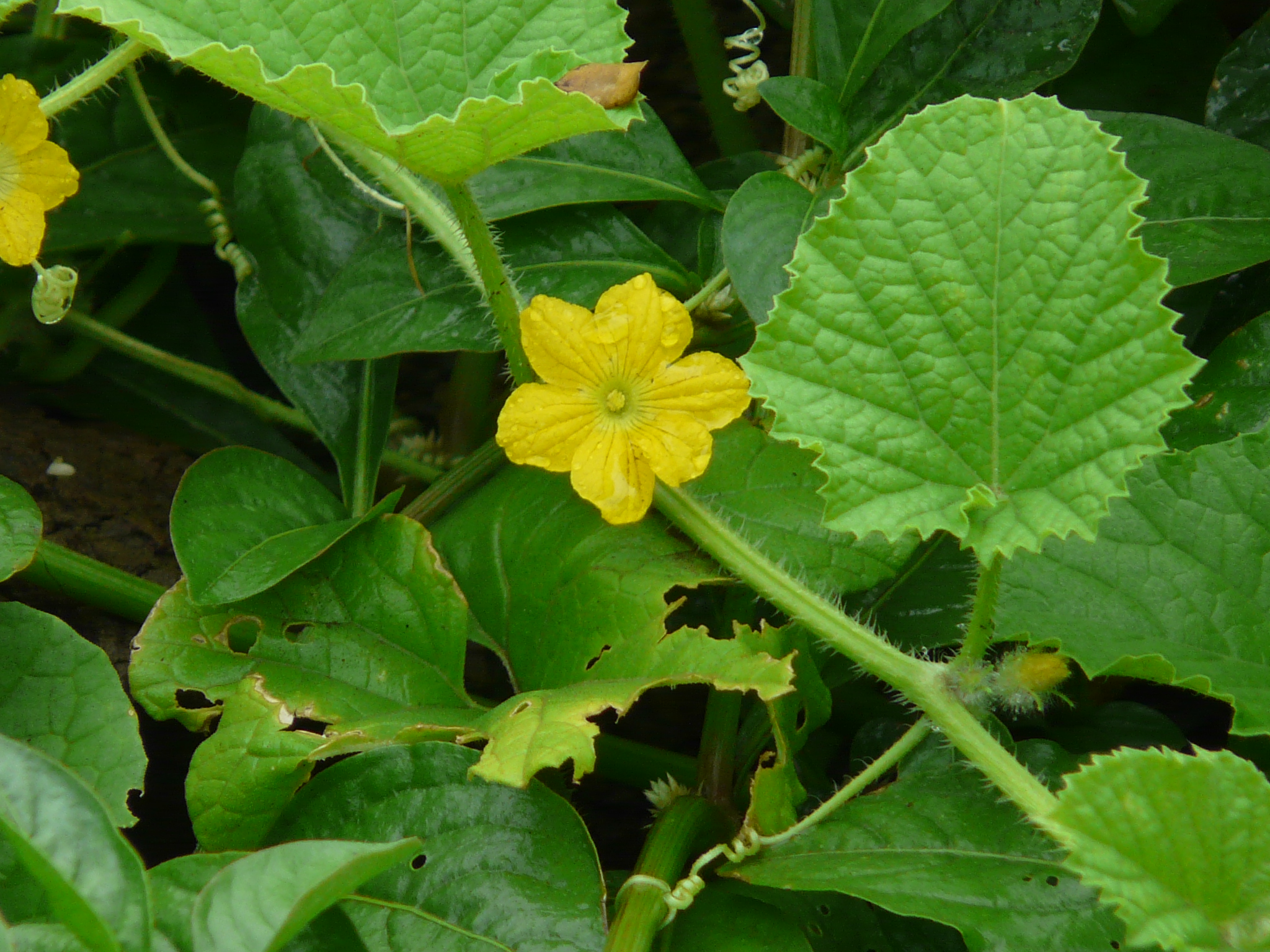
Detalle de un ejemplar de Cucumis melo subsp. 'agrestis'

Cucumis melo fue descrita por Carlos Linneo y publicado en Species Plantarum 2: 1011, en 1753.

## Propiedades
Posee un porcentaje elevado de agua (90 %), bajo contenido en calorías (34 cada 100 g) y de sodio (16 mg%) y casi 1 g de fibra.

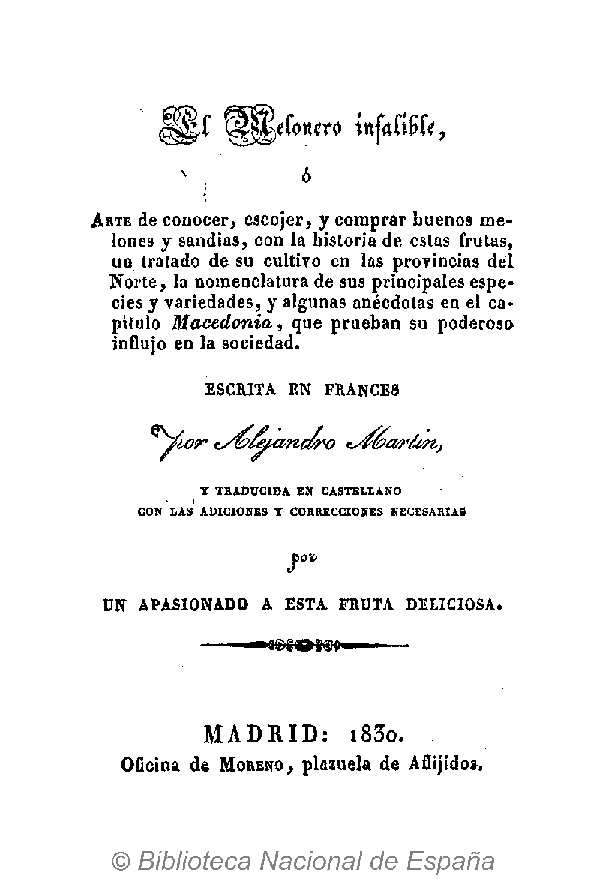
El melonero infalible, o Arte de conocer, escoger, y comprar buenos melones y sandías; con la historia de estas frutas, un tratado de su cultivo en las provincias del Norte, escrita en francés por Alejandro Martin y traducida al castellano, 1830.

El fruto es diurético, respirativo, eupéptico, demulcente y nutritivo. La piel y raíces tienen efecto emético. Una ración de 100 g proporciona más de la mitad de la dosis diaria recomendada de vitamina C. Su contenido en beta carotenos, que se convierten en vitamina A, ambos antioxidantes, hace que sea un eficaz aliado contra el cáncer y padecimientos cardíacos.[cita requerida] Es excelente depurativo y rehidratante. Tiene un alto contenido de agua. Aporta muchos carbohidratos, como sacarosa, pero por su bajo contenido en energía resulta ideal para perder peso. Calcio, magnesio, potasio y fósforo son otras de sus virtudes para el organismo.

### Exportación
Hasta los años 2000, España era el país que mayor cantidad de toneladas de melones exportaba mundialmente, seguida de Estados Unidos, pero la exportación a nivel mundial de este fruto ha crecido y países como Estados Unidos, Francia, Ecuador, Colombia y otros son los territorios que suelen incluirse entre los mayores exportadores del producto.

## Melonero
Se denomina melonero a la persona que se dedica al cultivo del melón. El término melonero fue utilizado también para designar a los habitantes de la localidad española de Villaconejos, debido a la fama mundial de la que disfrutan en cuanto al cultivo y la venta del melón se refiere. En dicha localidad también se encuentra el Museo del Melón, descendiente del antiguo Museo del Melonero.

## Nombre común
- Castellano: albudeca, alficos de Valencia, alficoso, alpicoz, badea, cedraso, cogombro, cogombro anguino, cogombro dulce, cogombro luengo que se tuerce a modo de culebra, cogombro luengo y serpentino, cohombro (2), cohombro culebrino, cohombro dulce, cohombro serpentino, cohombros, combro, melona, meloncicos de secano, melonera, melones (2), melopepón, melón (30), melón amarillo (3), melón atigrado, melón bastardo, melón blanco, melón chincholat, melón chino, melón color de azufaifa, melón cosío, melón de Astracán, melón de Añover, melón de Castilla, melón de Chipre, melón de Persia, melón de año (2), melón de cascarilla, melón de flor menuda, melón de flor negra, melón de invierno (2), melón de la tierra, melón de olor, melón de pezón verde, melón de pipa blanca, melón de verano, melón escrito (2), melón francés, melón gabachet, melón gemelo, melón listado, melón morisco, melón moscatel, melón negro, melón palestino, melón pepino, melón piel de sapo, melón pinta zapo, melón sarracénico, melón temprano, melón valenciano, melón verde, melón verdegal, melón verdinegro, melón vero-negro, melón verrugoso, melón zapo, melón zate, melón-pepón.(el número entre paréntesis indica las especies con el mismo nombre en España).[11]